# Cordovado
Die Gemeinde Cordovado  (furlanisch Cordovât) liegt in Nordost-Italien in der Region Friaul-Julisch Venetien. Sie liegt nördlich von Portogruaro auf 15 m s.l.m. und hat 2746 Einwohner (Stand 31. Dezember 2023). 
Die Gemeinde umfasst neben dem Hauptort Cordovado vier weitere Ortschaften und Weiler: Villa Belvedere, Saccudello, Suzzolins und Borgo Castello. Die Nachbargemeinden sind Gruaro (VE), Morsano al Tagliamento, Sesto al Reghena und Teglio Veneto (VE).
Cordovado ist Mitglied der Vereinigung I borghi più belli d’Italia („Die schönsten Orte Italiens“).

## Bildergalerie

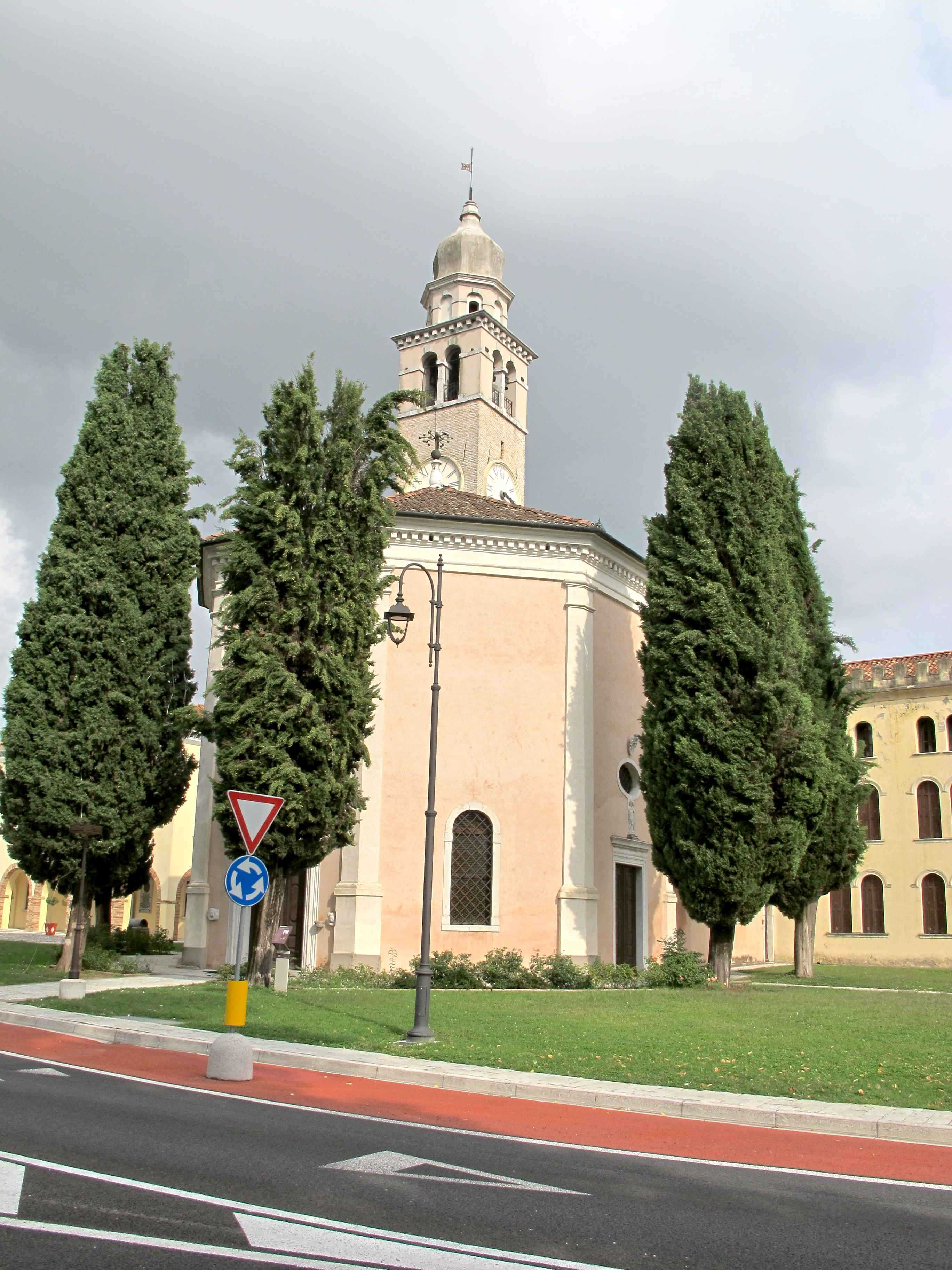
Wallfahrtskirche Madonna delle Grazie
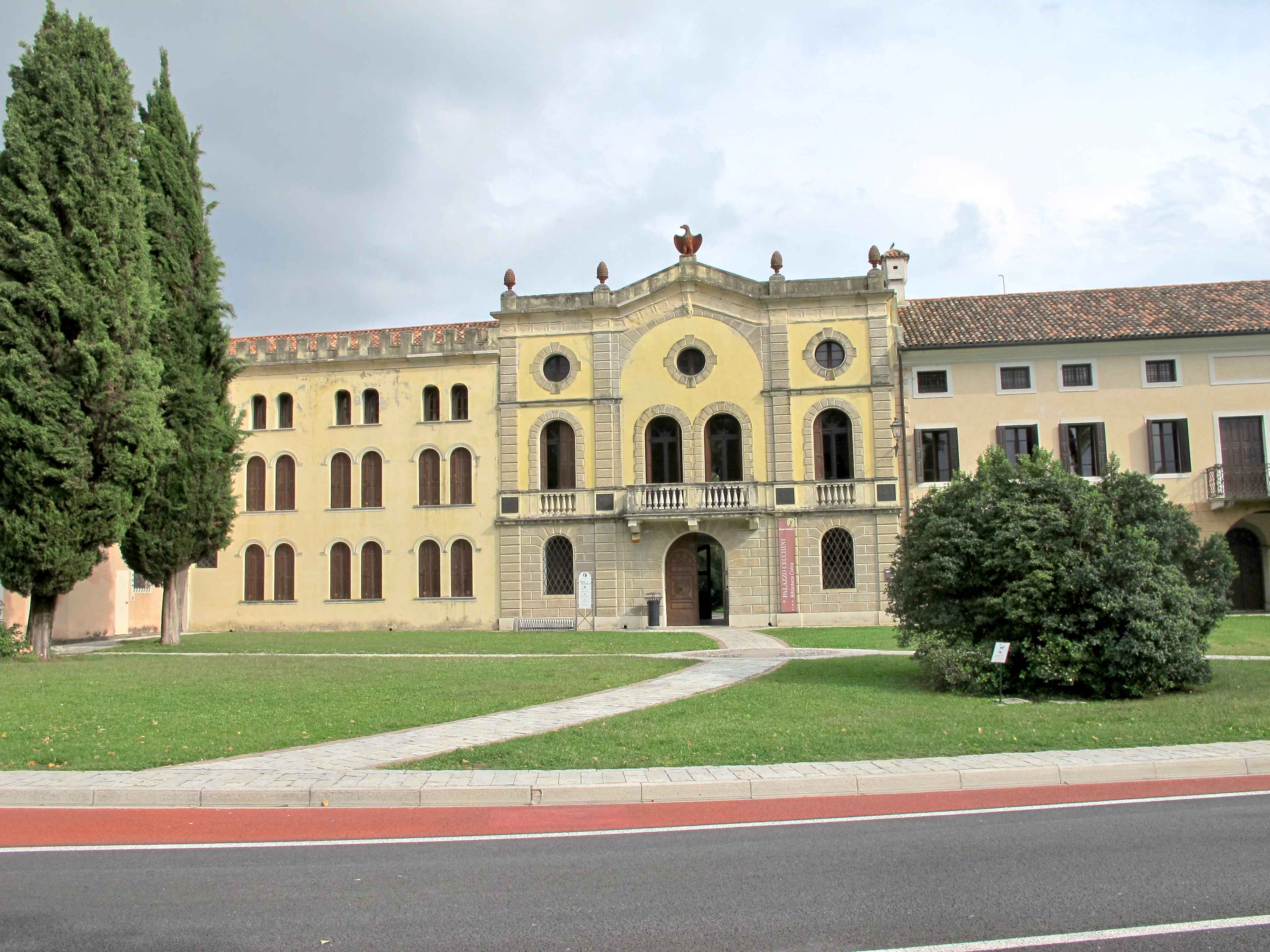
Palazzo Cecchini
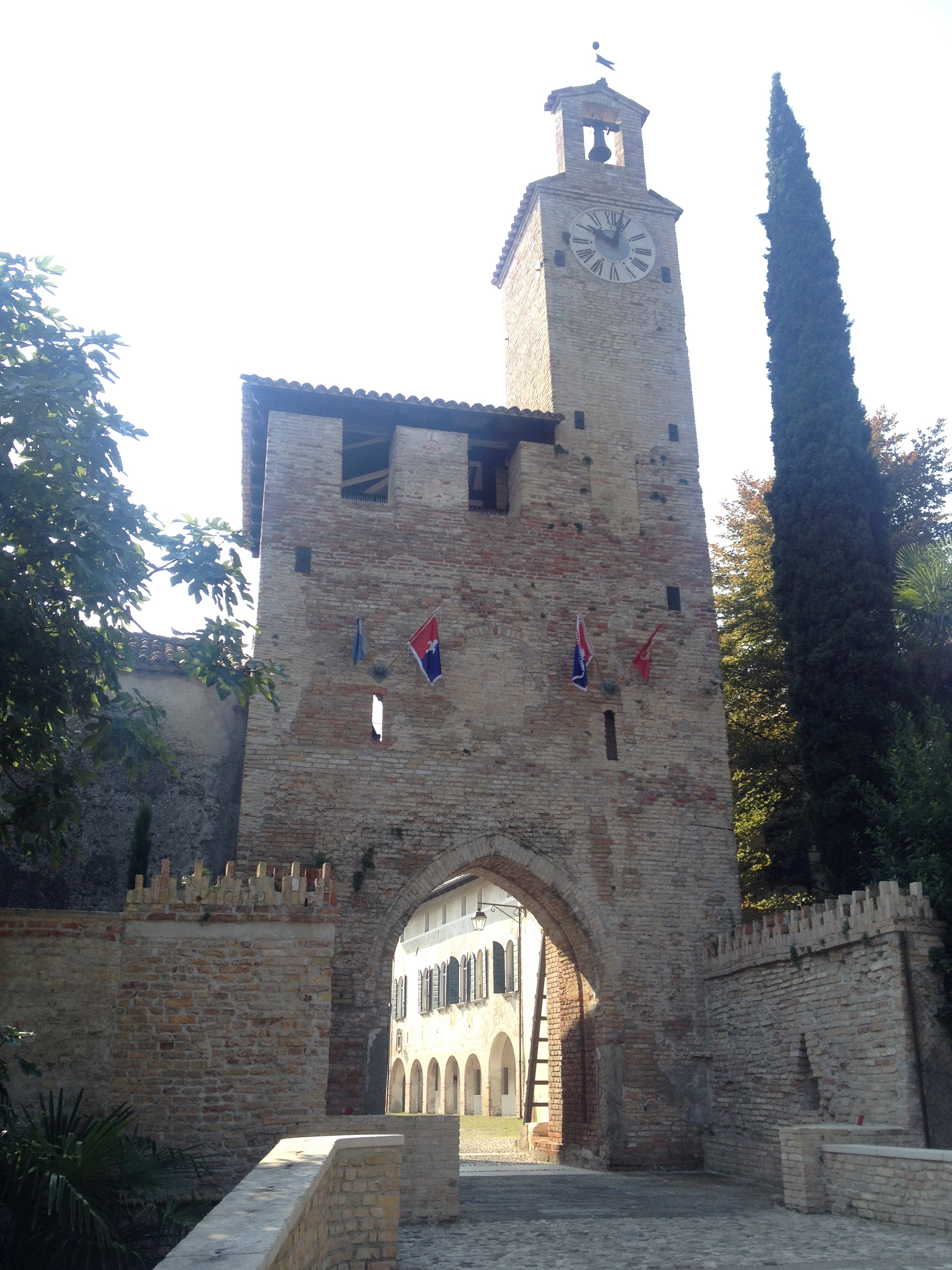
Kastell von Cordovado, Nordturm
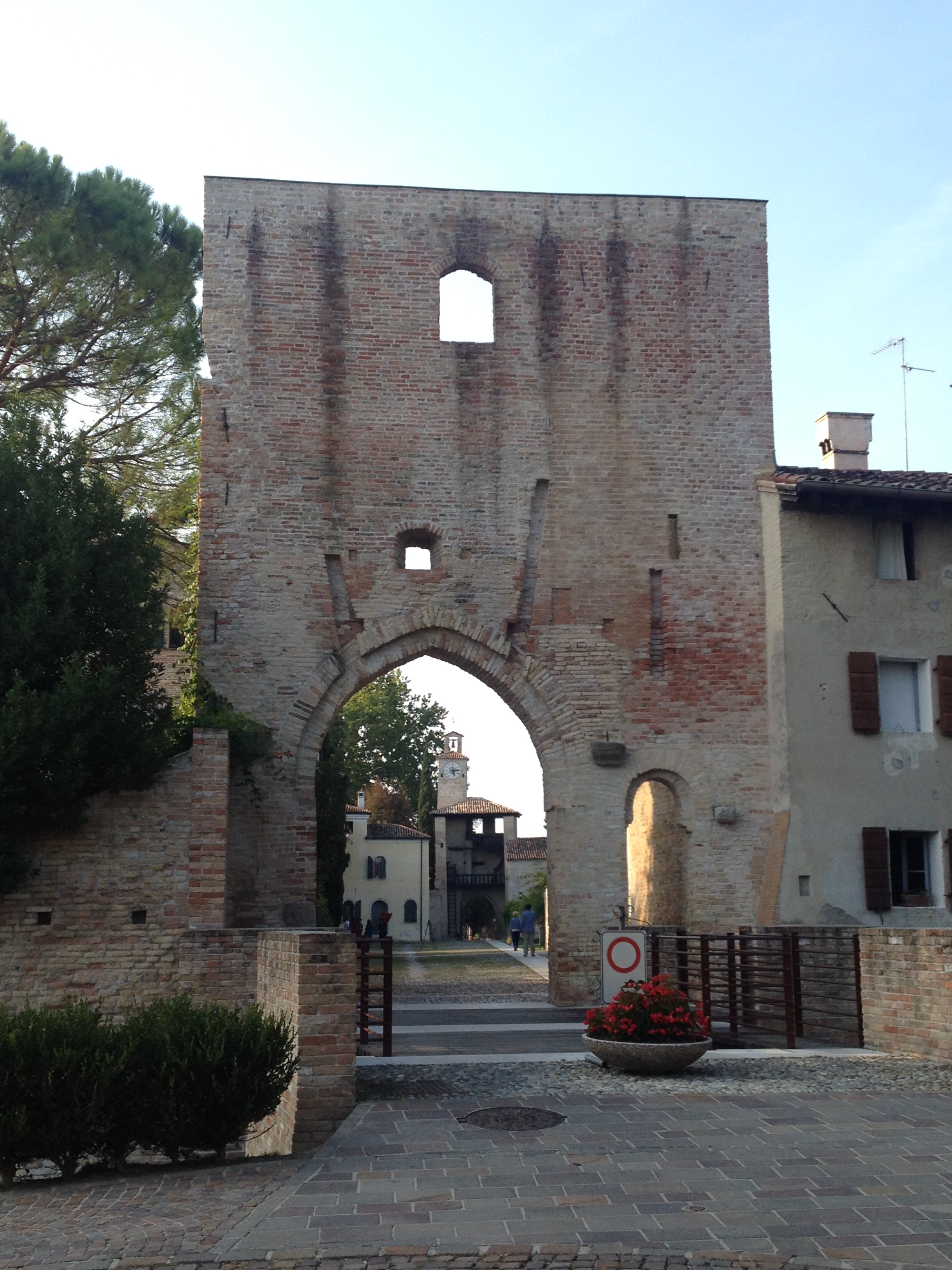
Kastell von Cordovado, Südturm
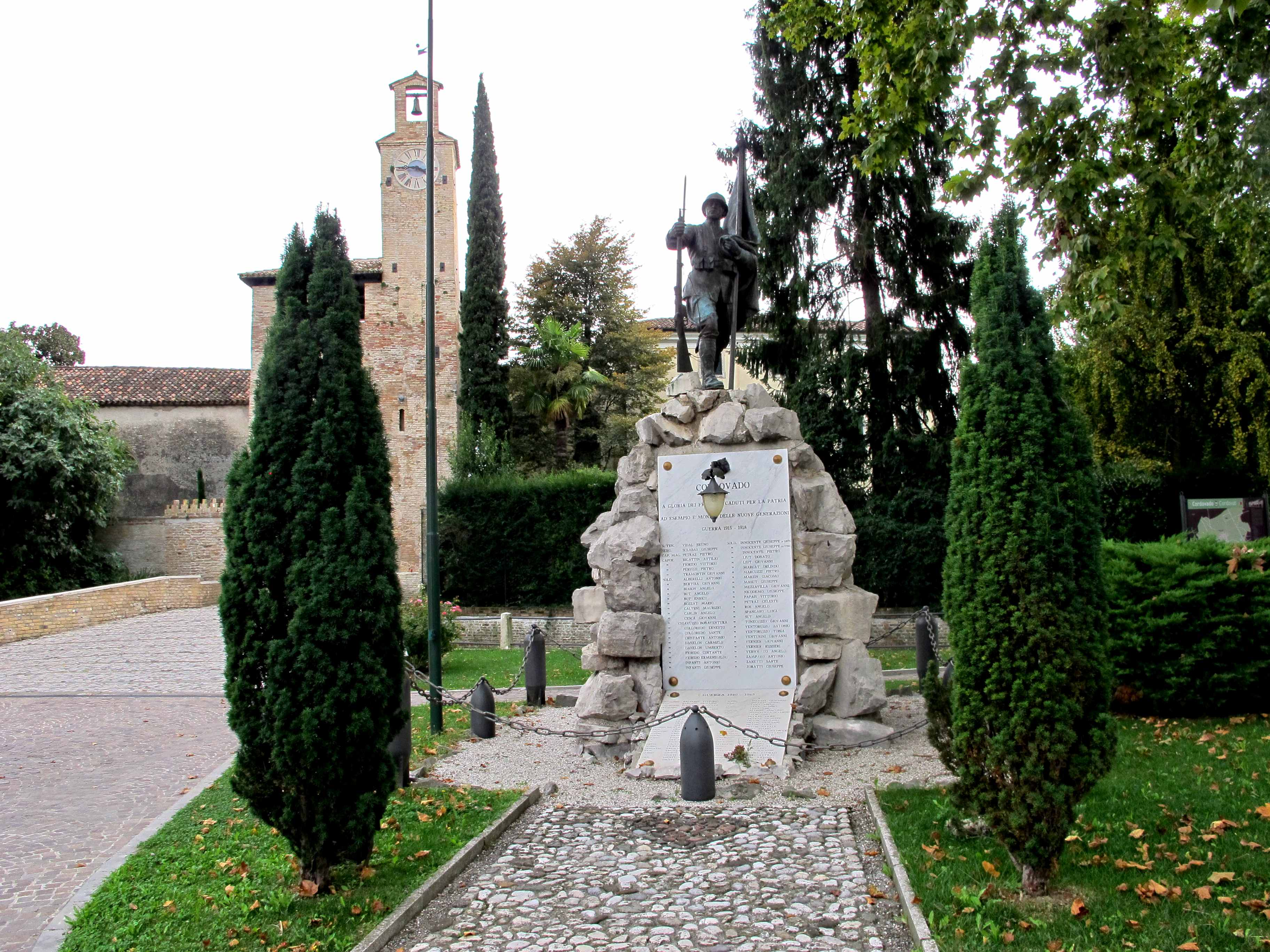
Kriegerdenkmal
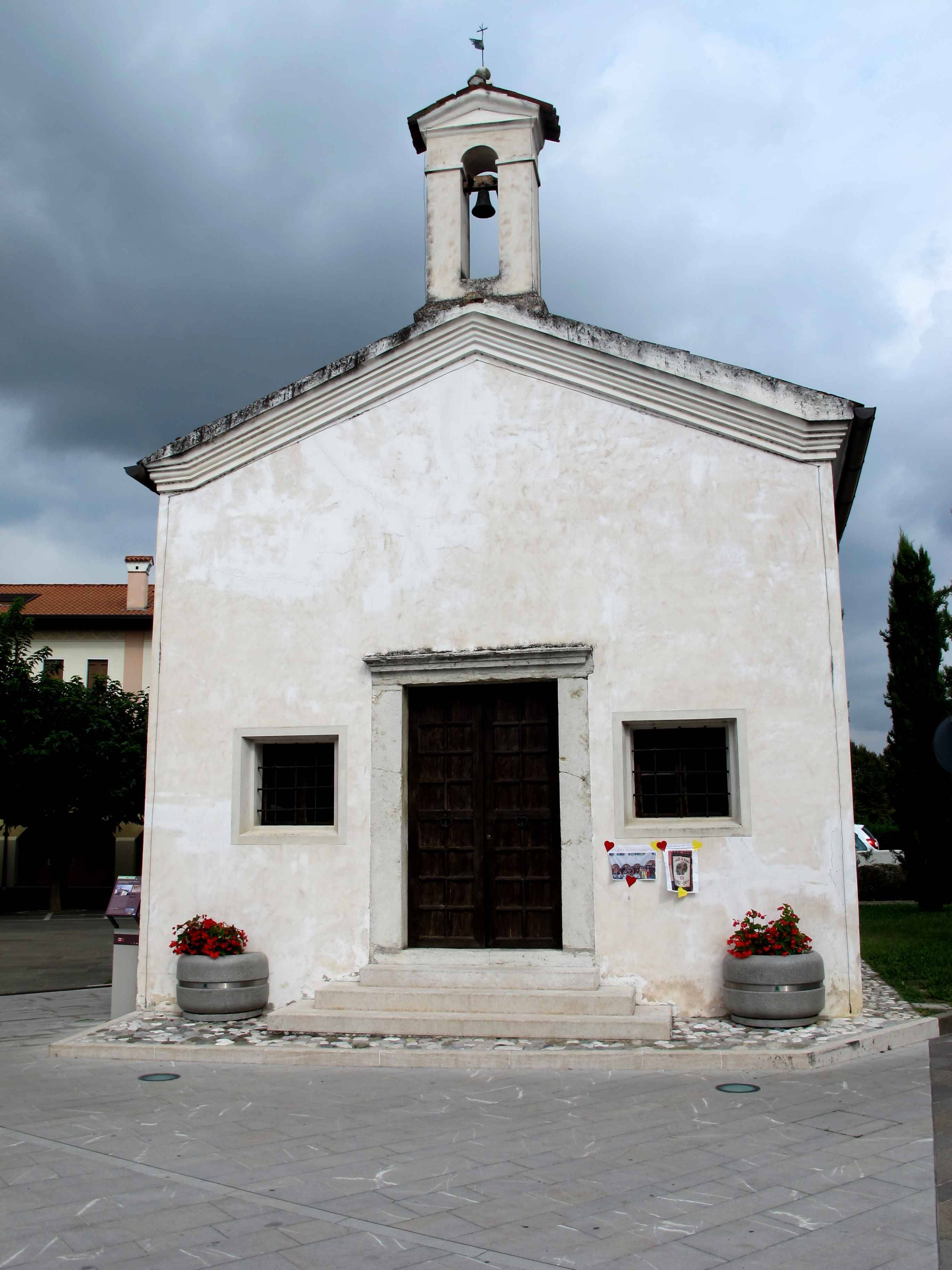
Oratorio di Santa Caterina